# Hövszgöl tartomány
Hövszgöl (mongolul Хөвсгөл) Mongólia 21 tartománya (ajmag) közül a legészakabbra fekvő. Nevét a Hövszgöl-tóról kapta. Székhelye Mörön.

## Fekvése
A területe hegyekkel borított. Délen és délnyugaton a Hangáj-hegység tagjai, a Tarbagataj, a Bulnajn és az Ercsim uralja. A Hövszgöl-tó nyugati és északi felét a Horidol Szaridag, Ulán Tajga és Mönh Szaridag hegyek határolják. A terület középső és keleti része kevésbé borított hegyekkel, inkább dombos.
Mongólián belül a terület jól ismert természeti szépségeiről, a Hövszgöl-tó a vidék egyik legfőbb turista látványossága. Erre találhatóak Mongólia leghatalmasabb erdős területei.

## Történelme
A tartományt 1931-ben alapították. Akkor Hatgal volt a központja, majd 1933-tól Mörön vette át a szerepet.

## Népessége
| 2011 | 114 926 |
| 2015 | 128 159 |

## Közigazgatási beosztása
| Járás                       | Mongol nyelven |
| --------------------------- | -------------- |
| Alag-Erdene járás           | Алаг-Эрдэнэ    |
| Arbulag járás               | Арбулаг        |
| Bajandzürh járás            | Баянзүрх       |
| Bürentogtoh járás           | Бүрэнтогтох    |
| Galt járás                  | Галт           |
| Dzsargalant járás           | Жаргалант      |
| Ih-Úl járás                 | Их-Уул         |
| Mörön (tartományi székhely) | Мөрөн          |
| Rasánt járás                | Рашаант        |
| Rencsinlhümbe járás         | Рэнчинлхүмбэ   |
| Tarialan járás              | Тариалан       |
| Toszoncengel járás          | Тосонцэнгэл    |
| Tömörbulag járás            | Төмөрбулаг     |
| Tünel járás                 | Түнэл          |
| Ulán-Úl járás               | Улаан-Уул      |
| Hanh járás                  | Ханх           |
| Cagánnúr járás              | Цагааннуур     |
| Cagán-Úl járás              | Цагаан-Уул     |
| Cagán-Űr járás              | Цагаан-Үүр     |
| Cecerleg járás              | Цэцэрлэг       |
| Csandmani-Öndör járás       | Чандмань-Өндөр |
| Sine-Ider járás             | Шинэ-Идэр      |
| Erdenebulgan járás          | Эрдэнэбулган   |

## Külső hivatkozások
- Hivatalos honlap